# 探偵事務所23 くたばれ悪党ども
『探偵事務所23 くたばれ悪党ども』（たんていじむしょツースリー くたばれあくとうども）は、1963年1月27日に公開された日本の映画である。監督は鈴木清順。主演は宍戸錠。日活制作。

## 概要
私立探偵の田島は武器弾薬の取引の最中に殺された男についての調査を任され、父である神父や、熊谷警部の力を借り難事件に挑むサスペンスアクションシリーズ第1弾。

## キャスト
- 田島英雄：宍戸錠
- 千秋：笹森礼子
- 真辺孝一：川地民夫
- 熊谷信雄：金子信雄
- 田中：佐野浅夫
- 吉浜耕三：上野山功一
- 入江：初井言栄
- ミサ：楠侑子
- 畑野：信欣三
- 西村：伊藤寿章(澤村昌之助)
- 堀内：土方弘
- サリー：星ナオミ
- 火消し：井東柳晴
- 刑事：長弘
- 大槻：三木正三
- 刑務所長：久松洪介
- 宮内： 木浦佑三
- NBSTVのアナウンサー：黒田剛
- 沼田刑事：野村隆
- カジノの支配人：緑川宏
- 桜組組長：二木草之助
- 桜組組員：榎木兵衛、瀬山孝司
- 大槻興業組員：二階堂郁夫
- 太田興業組員：小林亘、千代田弘、戸波志朗
- 刑務官：河瀬正敏
- 中継するNBSTVのアナウンサー：松丘清司
- 桜組組員：高橋明
- 武蔵署の刑事・武蔵台巡査・市瀬達夫：小柴隆
- 大槻興業組員：山口吉弘、倉田栄三
- チンピラのリーダー：赤司健介
- 武蔵署の刑事：三浜元
- クラブ『エスカイヤ』のダンサー：森みどり、北出桂子、 武内悦子、伊藤星子
- チンピラの一人・ゴーゴークラブの歌手：大谷木洋子
- 闇市にいる人：若葉めぐみ
- 桜組組員：立川博
- 大槻興業の組員：中平哲弥
- 大山組組員：浜口竜哉
- 林田：高緒弘志
- 武器密輸に加担する米兵：チコ・ローランド
- 桜組組員：会田為久
- 大槻興業の組員：笹木幸一
- 大山組組員：大川隆、沢井昭夫
- クラブ『エスカイヤ』のクリスマスパーティーの歌手：吉村アキ
- 振付：漆沢政子
- 技斗：高瀬将敏

## スタッフ
- 監督：鈴木清順
- 原作：大藪春彦『探偵事務所23』
- 脚色：山崎巌
- 企画：芦田正蔵
- 撮影：峰重義
- 音楽：伊部晴美
- 美術：坂口武玄
- 編集：鈴木晄
- 録音：八木多木之助
- スチル：坂東正男
- 照明：吉田協佐
- 主題曲：「two, three beats!」（V.A『GO! CINEMANIA SERIES REEL 8 STYLE TO KILL』収録）
- 挿入唄
  - 「六三年のダンディ」
    - 作曲：伊部晴美
    - 作詞：滝田順
    - 歌唱：星ナオミ、宍戸錠

  - 「バカとりこう」
    - 作曲：伊部晴美
    - 作詞：滝田順
    - 歌唱：吉村アキ